# Botene
Botene là một huyện (muang, mường) thuộc tỉnh Xayabury ở trung Lào .